# اندیس مروارید
مروارید یک اندیس غیرفلزی است که در حوالی شهر داراب استان فارس قرار دارد و مادهٔ معدنی موجود در آن، کائولینیت است.  